# Julie Ryff

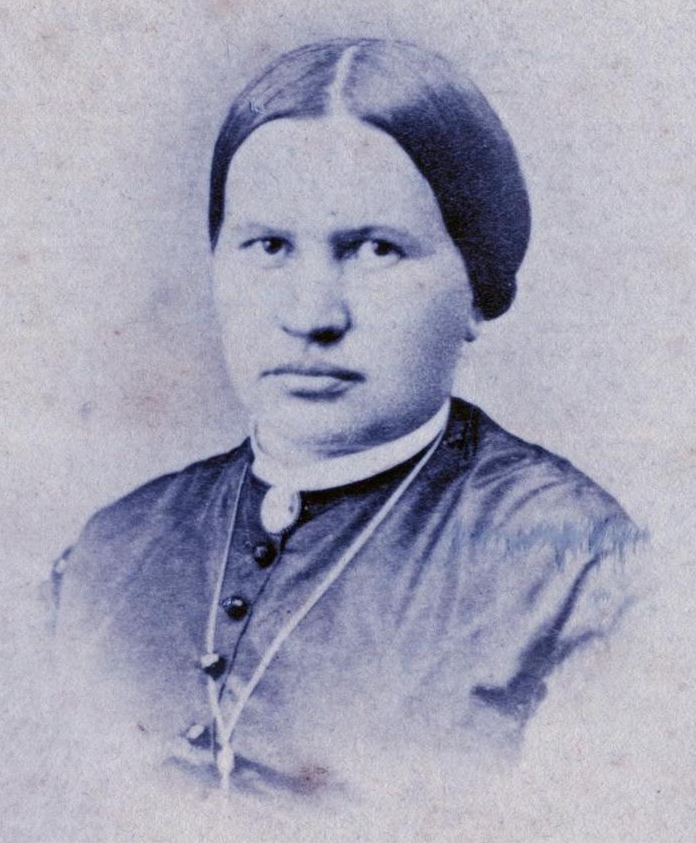
Julie Ryff

Julie Ryff (* 16. Oktober 1831 in Basel; † 17. Januar 1908 in Bern) war eine Pionierin der Schweizer Frauenrechtsbewegung.

## Leben
Julie Kromer wuchs als Tochter des Jakob Christoph Kromer und der Susanna Margaretha geb. Kübler zuerst in Basel, wo ihr Vater als Weinhändler und Pintenwirt tätig war, dann im bernischen Riggisberg (Gurnigelbad) und Tavannes zweisprachig auf. Von ihren fünf Geschwistern überlebten nur ein Bruder und eine Schwester die frühe Kindheit. Sie genoss keine höhere Schulbildung. 1853 heiratete sie den Kaufmann Friedrich Ryff und lebte mit ihm bis zu seiner Ernennung zum Ohmgeldbeamten im Berner Jura, worauf das Paar den Wohnort nach Angenstein und später nach Delsberg verlegte. Sie gebar zwischen 1854 und 1872 13 Kinder, darunter Friedrich Ludwig Ryff. Nach dem tödlichen Unfall ihres Ehemanns 1879 hielt sie sich als Ohmgeldeintreiberin, Händlerin und Krämerin über Wasser. Ihren Anspruch auf die Auszahlung der Lebensversicherung musste sie sich während fünf Jahren (1879–1884) über verschiedene Instanzen hinweg erkämpfen. Ryff unterrichtete ab 1885 in Genf sowie ab 1890 in Bern als Lehrerin für Buchhaltung. Das notwendige Wissen hatte sie sich autodidaktisch angeeignet.
Vermutlich über Emma Pieczynska, die mit Ryffs Tochter Maria in Bern Medizin studierte, kam Julie Ryff in Kontakt mit der Frauenbewegung. 1892 gehörte sie zu den Gründerinnen des progressiven Frauenkomitees Bern. Aufgrund ihrer Zweisprachigkeit, ihrer Lebenserfahrung und ihres buchhalterischen Wissens zu dessen Sekretärin ernannt, führte Ryff eine Umfrage über die weiblichen Tätigkeiten in der Schweiz durch. Die Enquête war im Hinblick auf den internationalen Frauenkongress 1893 in Chicago für alle Länder angeregt worden, um die Stellung und die Rechte von Frauen weltweit zu erfassen. Dank Ryffs geschicktem Umgang mit Beamten wurde die Erhebung vom Bundesrat finanziell unterstützt. Sie konnte, wenn auch verspätet, 1896 am Ersten Schweizerischen Kongress für die Interessen der Frau in Genf von 5000 Frauenorganisationen mit 100'000 Mitgliedern berichten. 10 % aller Frauen waren organisiert, wobei die innerhalb der Familie Tätigen nicht eingerechnet wurden.
Nachdem ihre erwachsenen Kinder ausgezogen waren, setzte sich Ryff intensiver mit der Politik auseinander. Sie schrieb 1899 über Kinderarbeit und über gleichen Lohn für gleiche Arbeit. Während das Zivilgesetzbuch (ZGB) und das Strafgesetzbuch (StGB) sowie das Kranken- und Unfallversicherungsgesetz (KUVG) ausgearbeitet wurden, verfasste sie im Namen des Frauenkomitees Bern diverse Eingaben, beispielsweise 1894 und 1898 für frauengerechte Bestimmungen im ZGB. Grösster Streitpunkt war dabei der Güterstand in der Ehe. Die Frauen forderten als automatischen Normalfall die Gütertrennung und nicht die Güterverbindung, die dem Ehemann zwar nicht den Besitz, aber die Verwaltung aller Einnahmen überliess. In Eingaben samt Gutachten forderte Ryff 1898 und 1904, dass der Verdienst berufstätiger Ehefrauen zum persönlichen Eigentum der Frau geschlagen werden solle. Für das geplante StGB auf eidgenössischer Ebene verlangte ihr Aufruf des Jahres 1900 Paragrafen zum Schutz von Frauen und Kindern (erstes StGB 1942 in Kraft). Mit ihrer 1902 im Namen des Frauenkomitees Bern verfassten Eingabe wollte sie die Berücksichtigung der Frauen und Kinder im KUVG verankern.
Nach der Errichtung des Telldenkmals in Altdorf kämpfte Ryff ab 1896 dafür, dass mit Gertrud Stauffacher auch eine weibliche Inspiration des eidgenössischen Bündnisses eine angemessene Würdigung erhielt. Obwohl sie damit in Stauffachers Heimatkanton Schwyz erfolglos blieb, trugen ihre Bemühungen und die damit einhergehende Berichterstattung über die Jahre Früchte, sodass Hans Auer bei der Erweiterung des Bundeshauses 1902 nicht nur die Statue des Wilhelm Tell, sondern auch ein Denkmal für Gertrud Stauffacher errichten liess. Andere von ihr angeregte Begehren wie die Schaffung eines Sekretariats für Frauenfragen und eines Frauenarchivs wurden erst Jahrzehnte nach ihrem Tod erfüllt.